# Tooter Turtle
Tooter Turtle (Tartaruga Biruta no Brasil) é um desenho animado dos Estados Unidos produzido em 1960 e 1961 pela NBC.

## História
Contém 43 episódios e foi exibido nos anos 80 no Brasil pela TV Record e, posteriormente, TV Corcovado, canal 9 do Rio de Janeiro, na parte da tarde. 
Foi retransmitido pelo SBT, pela última vez, por um breve período durante a década de 90. A atração consistia nas peripécias de uma tartaruga, Tooter, que sempre ansiava ser o que não podia, contando com a providencial ajuda de seu amigo lagarto-feiticeiro, Mr. Wizard, chamado por Tooter de Seu Mágico, para ir onde quisesse. Como a Tartaruga sempre se metia em enrascadas, rogava pelo mago para que lhe acudisse a voltar para casa com as palavras mágicas: Redemoinho turbilhão traz de volta o trapalhão!
A animação era muito semelhante ao desenho Underdog (Vira-Lata, no Brasil). Vinha também quase sempre acompanhada de outro desenho com animação idêntica e também realizado pela NBC, chamado Go Go Gophers (Os Dois Caretas, no Brasil).

## Sites relacionados
- Toonopedia: Tooter Turtle (em inglês)